# 何珥山
何珥山（希伯来语: הֹר הָהָר, Hor Ha-Har)是圣经中亚伦去世的地方，位于“以东地边缘”。

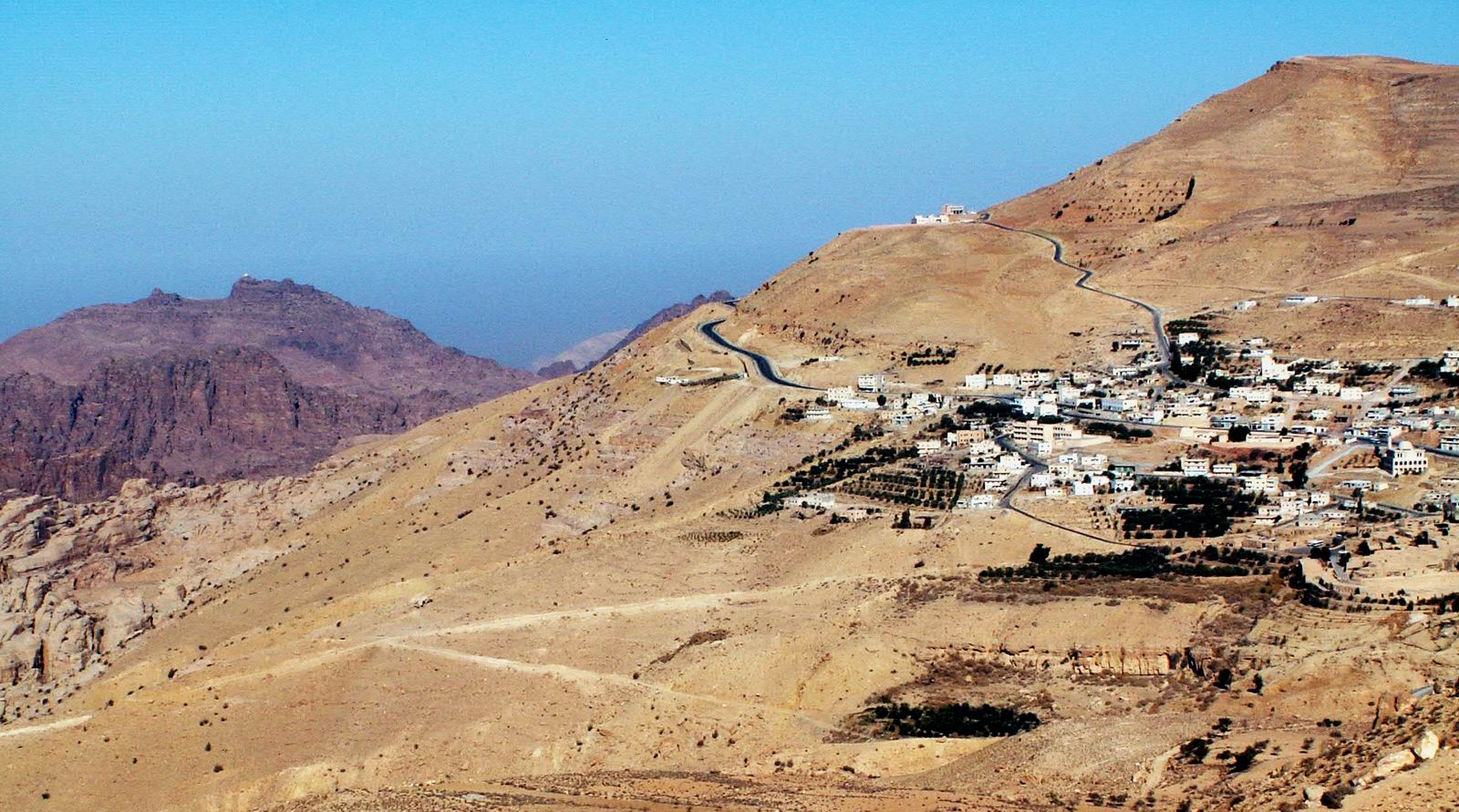
何珥山

自从Josephus的时代， 何珥山就以“先知亚伦之山”著称，是约旦河谷东面以东山地的一座有2座山峰海拔高度4780英尺（高于死海6072英尺）的山。山顶上是一个神庙，据说下面是亚伦的坟墓。 
20世纪初，Henry Clay Trumbull等一些学者认为何珥山是指Ain Kadis西北的一座山峰。
另一处何珥山出现在民数记34章7、8节，预期以色列人征服的北部边界，也许就是黑门山。“何珥”被怀疑应该是哈得拉，大马士革北部乡村的名称，在圣经中只出现一次。
本条目包含来自公有领域出版物的文本: Chisholm, Hugh (编).  (第11版). London: Cambridge University Press. 1911.